# Geschlechterunterschiede im Sport

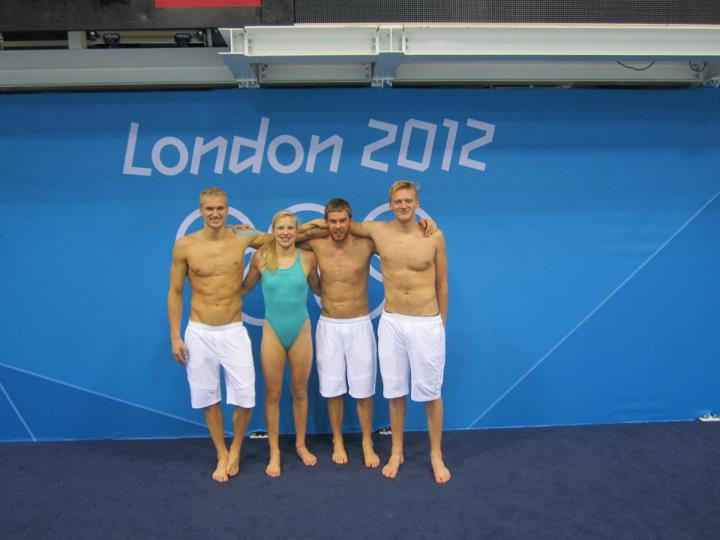
Rūta Meilutytė (Europarekord 100 m Brust) mit anderen litauischen Schwimmern

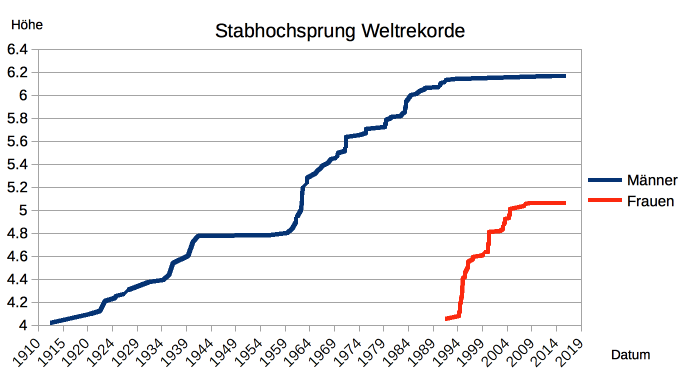
Entwicklung der Weltrekorde im Stabhochsprung bei Männern und Frauen

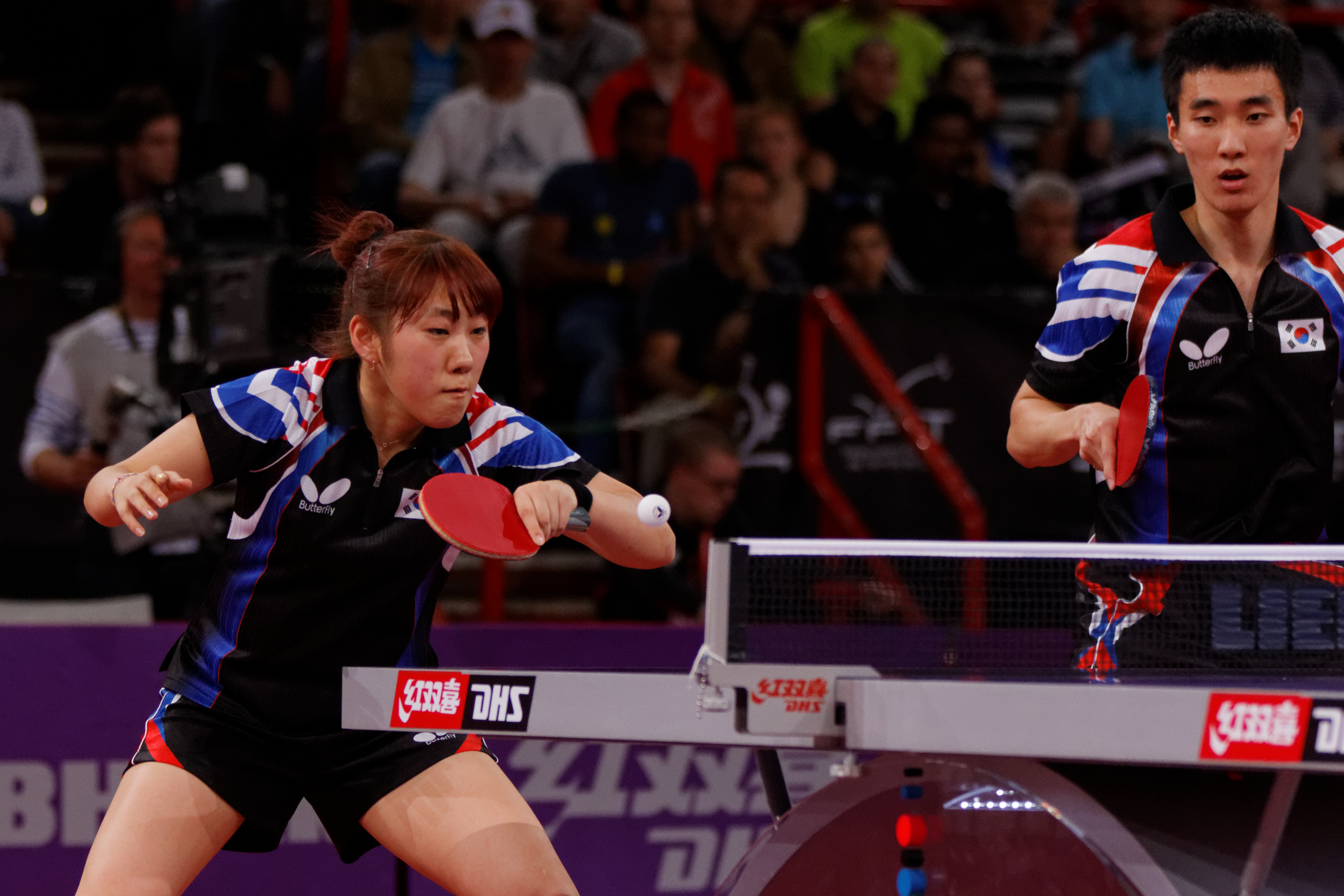
Lee Sang-su und Park Young-sook, gemischtes Doppel bei der WM 2013

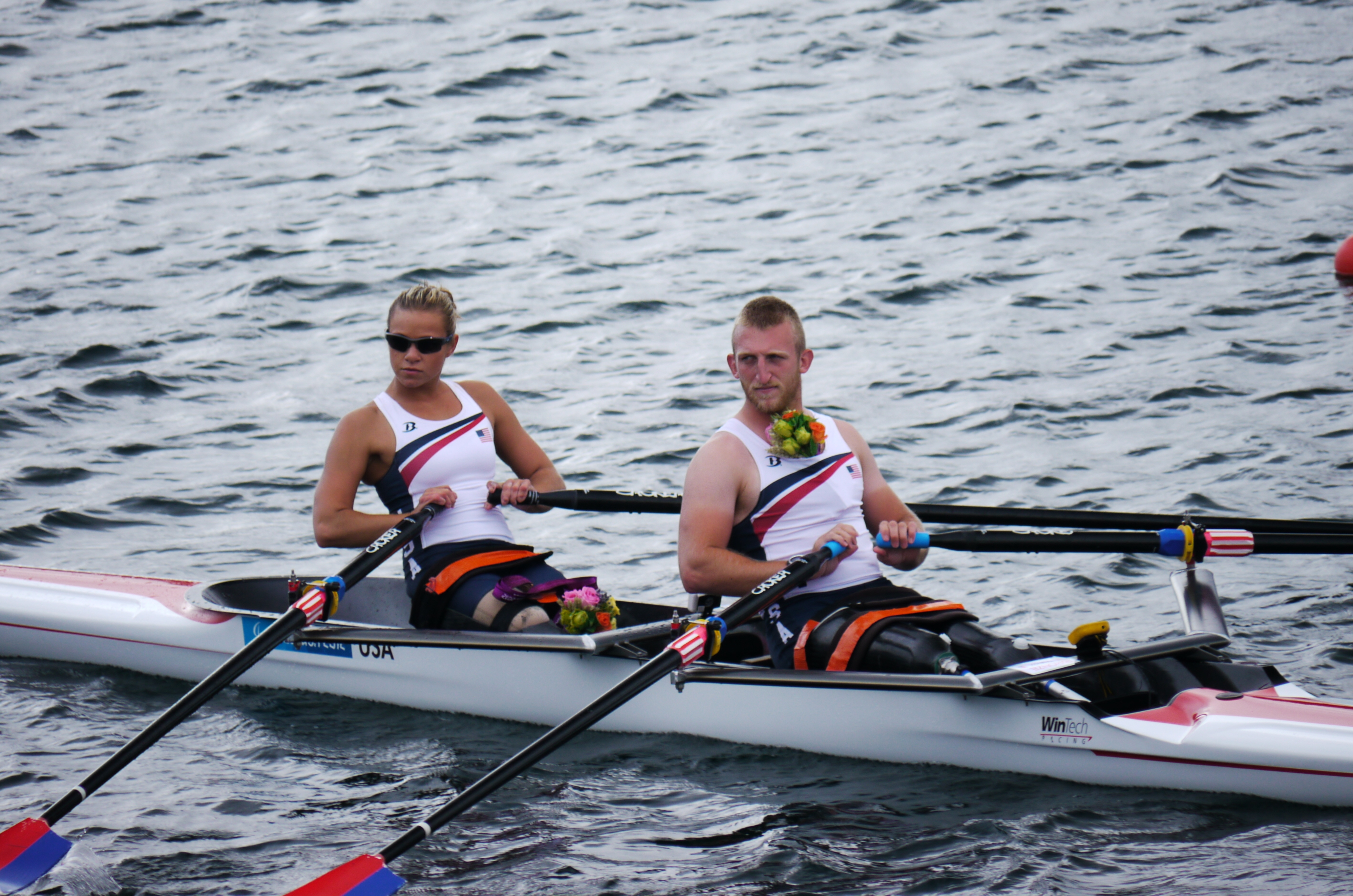
Oksana Masters und Rob Jones, Mixed-Skull Team bei den Paralympics 2012

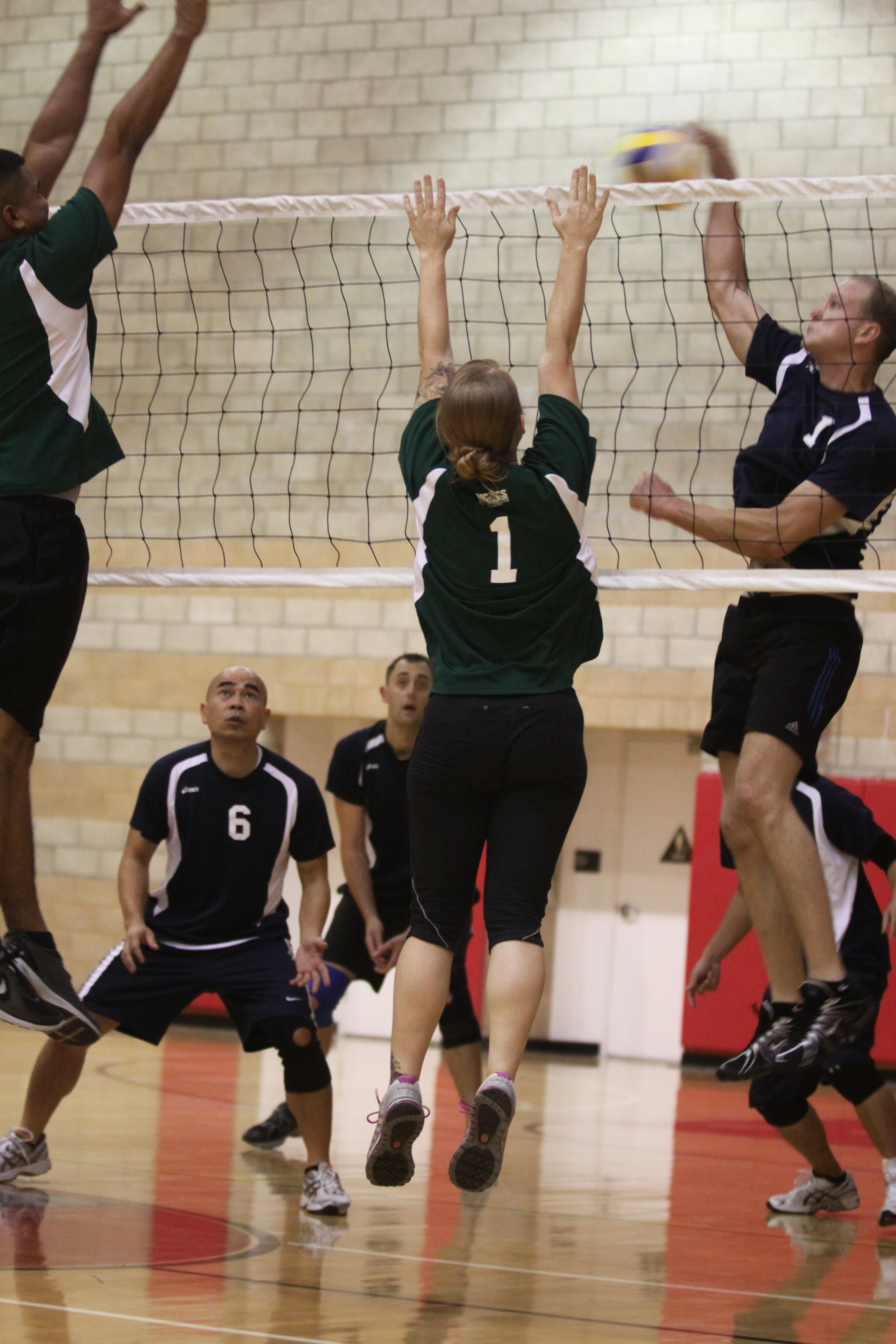
Gemischte Teams, Block beim Volleyball

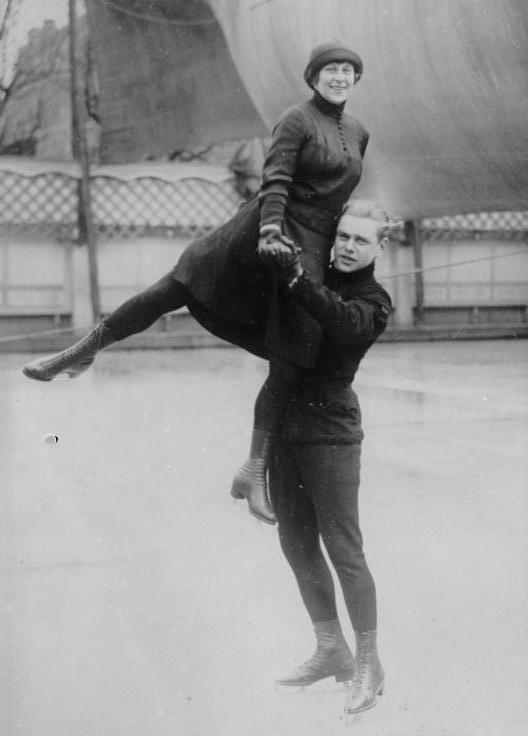
Lilly Scholz und Otto Kaiser, Paarlauf, Olympische Winterspiele 1928

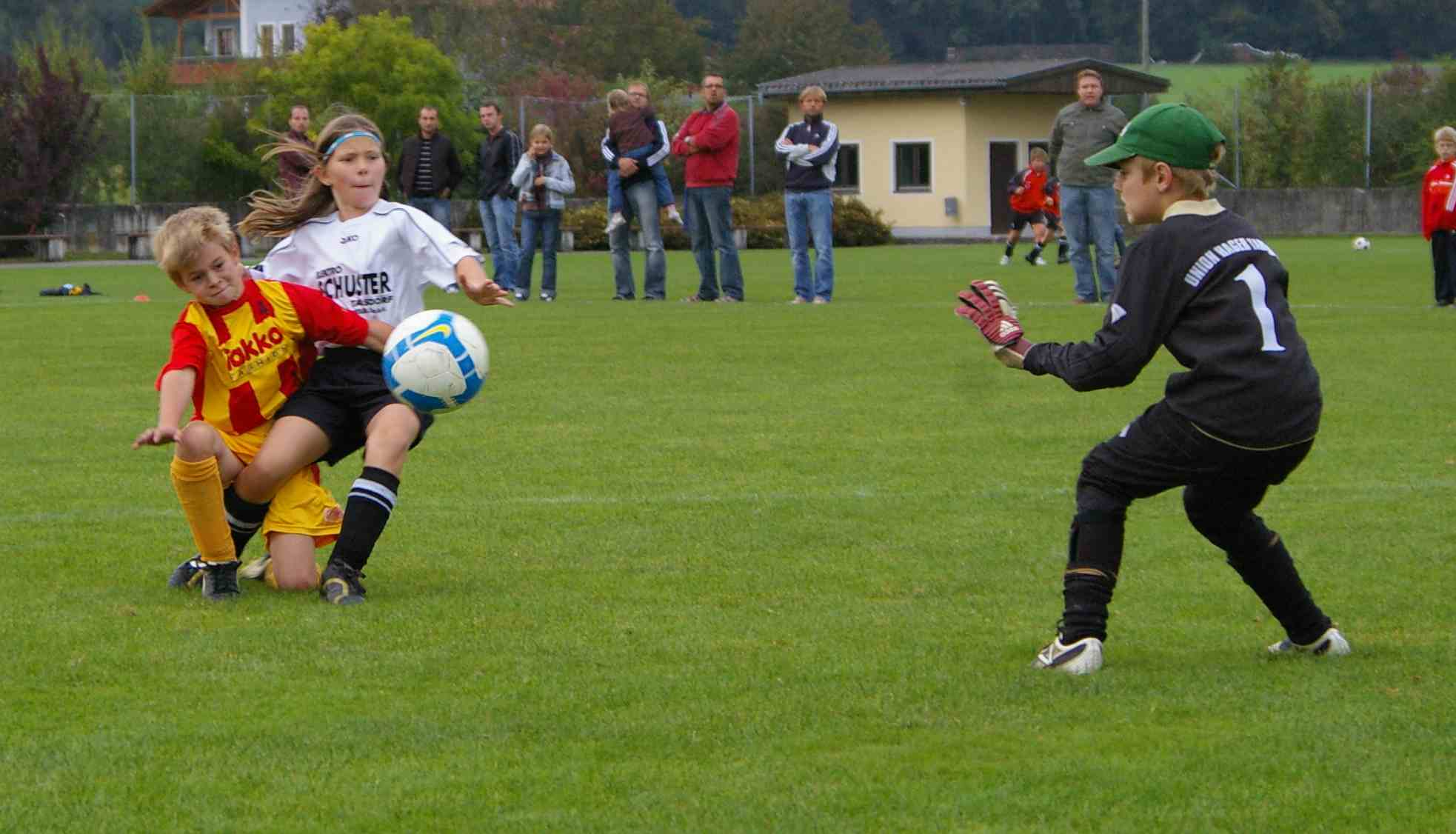
U10-Meisterschaftsspiel (2009)

Als Geschlechterunterschiede beim Sport werden Unterschiede verstanden, die auf deren Zugehörigkeit zum männlichen oder weiblichen Geschlecht zurückgeführt werden und einen Einfluss auf die sportliche Leistungsfähigkeit haben.

## Geschichte
Männer- und Frauensport haben sich völlig unterschiedlich entwickelt. Frauen konnten viele Sportarten aufgrund historischer und sozialer Beschränkungen erst viel später ausüben als Männer. So untersagte der DFB von 1955 bis 1970 seinen Mitgliedsvereinen Frauenfußball anzubieten. Der Marathonwettbewerb für Frauen wurde beispielsweise erst 1984 ins olympische Programm aufgenommen. Durch die späte Etablierung von Frauensport stiegen die Rekorde um 1980–1990 explosionsartig an und vereinzelt wurde prognostiziert, dass Frauen im Jahr 2050 Männer im Hochleistungssport überholen würden. Durch das Abflachen der Leistungsexplosion im Frauensport um die Jahrtausendwende geht man inzwischen davon aus, dass sich der Gender Gap aufgrund der genetischen Unterschiede nicht aufheben lässt. Der Leistungsunterschied zwischen Männern und Frauen im Sport ist in den letzten Jahren sogar größer geworden. Während der Unterschied zwischen den Geschlechtern 1989 durchschnittlich 10,4 Prozent betrug, liege er derzeit wieder bei knapp mehr als elf Prozent. Die Ursache dafür sehen die Forscher in erster Linie im Verschwinden des „Ostblock-Dopings“ beziehungsweise des planmäßigen Dopings speziell im Frauensport dieser Länder.

## Physische Unterschiede
Männer und Frauen unterscheiden sich anatomisch unter anderem auch in Körpergröße, Gewicht, Muskelmasse und Körperbau. Männer sind im Schnitt 12 cm größer und 10 bis 20 kg schwerer als Frauen. Während der Körperbau bei Frauen rumpfbetont ist, sind bei Männern die Extremitäten betont. Frauen haben kleinere Atemwege, und auch ihre Herzen und Lungen sind relativ kleiner, die Herzfrequenz relativ höher, die Blutmenge und der Wert des Sauerstofftransporteurs Hämoglobin sind relativ niedriger als bei Männern. Frauen haben einen höheren Anteil an Fettgewebe und weniger Muskelmasse, auch der Stoffwechsel ist bei beiden Geschlechtern unterschiedlich.
Im Leistungssport erreichen Männer im Schnitt 10 bis 20 % mehr körperliche Leistungsfähigkeit in den verschiedenen Disziplinen. Es ist nicht möglich, ein einheitliches Maß für die Leistungsfähigkeit des Menschen aufzustellen. Stattdessen wird die Leistungsfähigkeit für jede Disziplin beziehungsweise jeden Bewegungsablauf im Sport einzeln definiert. Beispiele sind in der folgenden Tabelle im Abschnitt „Weltrekorde“ aufgeführt. Dieser Effekt ist umso stärker, je mehr es auf Kraft ankommt. Der höhere Fettstoffwechsel von Frauen ist bei Ultra-Ausdauerdisziplinen von Vorteil.

## Geschlechtertrennung beim Sport
Aufgrund der unterschiedlichen physischen Leistungsfähigkeit werden in den meisten Sportarten die Geschlechter in unterschiedliche Leistungsklassen getrennt. Häufig gibt es Regelunterschiede, beispielsweise sind die von Frauen verwendeten Sportgeräte oft kleiner oder leichter als jene, die Männer verwenden. So ist der Umfang des Basketballs der Frauen etwa 2,5 cm geringer und der Ball ca. 55 g leichter, das Frauen-Volleyballnetz 19 cm niedriger und der Frauen-Diskus wiegt mit 1 kg nur halb so viel wie der Diskus der Männer.
Unter den 28 verschiedenen Sportarten bei den Olympischen Spielen 2016 ist Reiten die einzige, in der Frauen und Männer gemeinsam antreten. In Rhythmischer Sportgymnastik und Synchronschwimmen waren nur Frauen zugelassen. Auch im Schießen werden bei Olympischen Spielen männliche und weibliche Athleten getrennt, obwohl bei diesem Präzisionssport Männer keinen Vorteil gegenüber Frauen haben. In der Schweiz treten männliche und weibliche Schützen gemeinsam an, beispielsweise beim Knabenschießen. Seit den Olympischen Spielen in Mexiko 1968 können Frauen an den Schießwettbewerben teilnehmen. Zunächst wurden sie in die Männerteams integriert. Seit Los Angeles 1984 werden die meisten Schießbewerbe für Frauen getrennt durchgeführt. Der olympische Skeet-Wettbewerb wurde jedoch weiterhin gemeinsam durchgeführt, bis 1992 die Chinesin Zhang Shan als erste Frau überraschend gewann. Vier Jahre später, bei den Olympischen Spielen in Atlanta, waren die Frauen vom Skeet-Bewerb ausgeschlossen und Zhang Shan konnte ihren Sieg nicht verteidigen. Erst 2000 in Sydney wurde das Wurfscheibenschießen für Frauen zum eigenständigen olympischen Wettbewerb erhoben. Auch bei anderen Präzisionssportarten wie dem Pétanque treten beide Geschlechter gemeinsam an. Bis 1988 war das Segeln bei den Olympischen Spielen nicht geschlechtergetrennt.
Sportarten, bei denen Männer und Frauen üblicherweise zusammen antreten, sind beispielsweise Darts, Krocket, viele Motorsportarten wie die Formel 1, sowie alle Pferdesportarten: Westernreiten, Distanzreiten, Dressurreiten, Springreiten, Vielseitigkeitsreiten, Fahrsport, Pferderennen, Gruppen-Voltigieren und Leistungspflügen. Beim Polo wird der physische Vorteil der Männer durch das Handicap ausgeglichen.
Beim Fußball spielen Mädchen und Jungen in Deutschland üblicherweise bis zur D-Jugend gemeinsam.

## Gemischte Doppel, gemischte Teams und Paare
Gemischte Doppel aus je einer Frau und einem Mann werden in den Rückschlag-Sportarten Tennis, Tischtennis und Badminton ausgetragen.
Gemischte Teams gibt es bei den Wassersportarten Segeln, Rudern und Kanufahren (Canadier), aber auch bei Team-Sportarten wie Curling, Unihockey-Mixed, Volleyball, Softball, Fußball und Ultimatefrisbee. Bei Mixed-Teams wird in der Regel eine Mindestanzahl Frauen gefordert.
Quidditch hat gemischtgeschlechtliche Teams, wobei Personen mit nichtbinärer Geschlechtsidentität eingeschlossen sind und jeweils als eigenes Geschlecht zählen. Auch beim Jugger treten gemischte Teams an.
Beim Tanzen und im  Eiskunstlauf (Disziplinen Eistanz und Paarlauf) gibt es Paarwettbewerbe, bei denen Paare aus Männern und Frauen antreten. Beim Eiskunstlauf und Ballett gibt es Hebefiguren, bei denen aufgrund der physischen Gegebenheiten meist der Mann Part des Untermanns übernimmt. Beim Voltigieren übernimmt das jeweils Größere die Untermann- beziehungsweise die Unterfrau-Rolle.

## Weltrekorde
| Sportart       | Disziplin                          | Rekord      | Unterschied* |
| -------------- | ---------------------------------- | ----------- | ------------ |
| Laufen         | Ultramarathon 100 km               | 6:10:20 h   | 6 %          |
| Laufen         | Ultramarathon 100 km               | 6:33:11 h   | 6 %          |
| Laufen         | Marathonlauf                       | 2:02:57 h   | 9 %          |
| Laufen         | Marathonlauf                       | 2:15:25 h   | 9 %          |
| Eisschnelllauf | 100-m-Eisschnelllauf               | 9,40 s      | 8 %          |
| Eisschnelllauf | 100-m-Eisschnelllauf               | 10,21 s     | 8 %          |
| Laufen         | 100-Meter-Lauf                     | 9,58 s      | 9 %          |
| Laufen         | 100-Meter-Lauf                     | 10,49 s     | 9 %          |
| Laufen         | 400-Meter-Lauf                     | 43,18 s     | 9 %          |
| Laufen         | 400-Meter-Lauf                     | 47,60 s     | 9 %          |
| Laufen         | 1500-Meter-Lauf                    | 3:26,00 min | 10 %         |
| Laufen         | 1500-Meter-Lauf                    | 3:50,07 min | 10 %         |
| Schwimmen      | 50 m Brust                         | 26,42 s     | 10 %         |
| Schwimmen      | 50 m Brust                         | 29,48 s     | 10 %         |
| Schwimmen      | 50 m Rücken                        | 24,04 s     | 11 %         |
| Schwimmen      | 50 m Rücken                        | 27,06 s     | 11 %         |
| Schwimmen      | 50 m Freistil                      | 20,91 s     | 12 %         |
| Schwimmen      | 50 m Freistil                      | 23,73 s     | 12 %         |
| Springen       | Hochsprung                         | 2,45 m      | 17 %         |
| Springen       | Hochsprung                         | 2,09 m      | 17 %         |
| Springen       | Weitsprung                         | 8,95 m      | 19 %         |
| Springen       | Weitsprung                         | 7,52 m      | 19 %         |
| Springen       | Stabhochsprung                     | 6,26 m      | 24 %         |
| Springen       | Stabhochsprung                     | 5,06 m      | 24 %         |
| Gewichtheben   | Stoßen Gewichtsklasse bis 69 kg    | 198 kg      | 25 %         |
| Gewichtheben   | Stoßen Gewichtsklasse bis 69 kg    | 158 kg      | 25 %         |
| Gewichtheben   | Zweikampf Gewichtsklasse bis 69 kg | 359 kg      | 26 %         |
| Gewichtheben   | Zweikampf Gewichtsklasse bis 69 kg | 286 kg      | 26 %         |
| Gewichtheben   | Reißen Gewichtsklasse bis 69 kg    | 166 kg      | 30 %         |
| Gewichtheben   | Reißen Gewichtsklasse bis 69 kg    | 128 kg      | 30 %         |

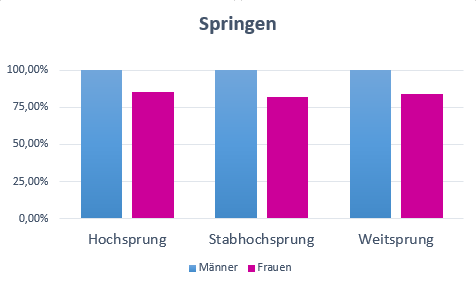
Die Rekorde in den Sprungdisziplinen liegen bei den Männern etwa 15 bis 18 % höher/weiter als bei den Frauen

- Ausgehend vom Frauenrekord wurde berechnet, um wie viel höher oder niedriger der Männerrekord liegt. Beispiel: Beim Ultramarathon ist der aufgelistete Frauenweltrekord 6:33:11 h = 23591 s. Im Vergleich dazu sind die aufgelisteten 6:10:20 h = 22220 s des Männerrekords eine Reduktion um 5,81154 %. Angegeben wurde jeweils der Betrag auf die nächste ganze Zahl gerundet.

## Intergeschlechtlichkeit im Sport
Die Natur bietet eine breite Spanne von Ausprägung der Geschlechter. So gibt es beispielsweise Frauen mit erhöhtem Testosteronspiegel und Menschen mit Androgenresistenz, die bei einem XY-Karyotyp ein weibliches Erscheinungsbild haben. Diese und weitere Zwischenformen zwischen Mann und Frau werden unter dem Begriff Intergeschlechtlichkeit  zusammengefasst.
Dieser Umstand erschwert es, eine für den Leistungssport gültige Definition für „Mann“ und „Frau“ zu finden. So haben sich die Messverfahren für die Geschlechtsüberprüfung im Laufe der Zeit verändert. Im 20. Jahrhundert wurden zunächst äußerliche Geschlechtsorgane betrachtet, ab 1967 dann die Geschlechtschromosomen. Zu Beginn des 21. Jahrhunderts rückten Sexualhormone, insbesondere der Testosteronwert in den Fokus. Ab den 2020er Jahren wurde auch der Verlauf der Pubertät berücksichtigt.